# Mar adentro (canción)
«Mar adentro» es el título del cuarto sencillo del grupo español de rock Héroes del Silencio perteneciente a su álbum de estudio El mar no cesa, publicado en 1988. Fue el segundo sencillo del álbum, y junto a «Flor venenosa», «Agosto» y «Fuente esperanza» forman el conjunto de cortes promocionales del álbum. «Mar adentro» es el primer corte del álbum. La canción habla sobre el deseo, la pasión y el amor desesperado. El sencillo no contiene ninguna cara B adicional.

## Lista de canciones
1. «Mar adentro»

## Créditos
- Juan Valdivia — guitarra.
- Enrique Bunbury — voz y guitarra acústica.
- Joaquín Cardiel — bajo eléctrico y coros.
- Pedro Andreu — batería.